# Dobsonia chapmani
Dobsonia chapmani is een vleermuis uit het geslacht Dobsonia die voorkomt op de Filipijnse eilanden Cebu en Negros. Deze soort wordt soms tot D. exoleta gerekend. Deze soort komt voor in laaglandregenwoud tot op 800 m hoogte; hij sliep in grotten. Tot 2000 werd er gedacht dat deze soort uitgestorven was vanwege de jacht en de vernietiging van zijn habitat, maar in dat jaar werd er een populatie herontdekt op Cebu en in 2003 ook op Negros. Daarvoor was de soort al sinds 1964 niet meer gevonden. De beschermingsstatus van de soort is echter nog steeds kritiek, omdat zowel de jacht als de vernietiging van zijn habitat nog steeds doorgaat.
Dobsonia anderseni · Dobsonia beauforti · Dobsonia chapmani · Dobsonia crenulata · Dobsonia emersa · Dobsonia exoleta · Dobsonia inermis · Dobsonia magna · Dobsonia minor · Dobsonia moluccensis · Dobsonia pannietensis · Dobsonia peronii · Dobsonia praedatrix · Dobsonia viridis